# Uroš I.
Uroš I. či Uroš I. Vukanovič (srbsky: Урош I Вукановић; před 1083 – 1145) byl srbský velkožupan v letech 1112–1145.

## Původ
Uroš I. byl synem Marka, bratra srbského velkoknížete Vukana, jenž přísahal věrnost Konstantinu Bodinovi, velkoknížeti Duklje, čímž se stal jeho vazalem. Marko, jako subordinovaný vládce, prý získával své příjmy ze zemí na severu Rašky, které hraničily s Královstvím uherským. Samo jméno Uroš, je pravděpodobně odvozeno z maďarského slova úr znamenajícího „dominus“ či „princeps“, jež je překládáno do slovanského 'Prvoslav' či 'Primislav', jak je vidět v případě Uroše II. ve slovanských pramenech. Existuje možnost, že se Marko oženil s uherskou ženou.

## Válka s Byzancí
Roku 1092 porazilo srbské vojsko byzantskou armádu vedenou dračským guvernérem, vyslaným císařem Alexiem Komnénem. V roce 1093 vedl již větší, posílené byzantské vojsko Alexios osobně a táhl směrem na Rašku, ale Vukan se o tažení doslechl a urychleně se snažil dosáhnout příměří. Alexios jej rychle přijal, neboť mu vyvstaly nové problémy na východě, kde pronikali Kumáni až k Adrianopoli. Jakmile však císař opustil oblast, porušil Vukan příměří, dobyl povodí Vardaru a zmocnil se měst jako Vranje, Skoplje a Tetovo. V roce 1094 či 1095 pochodoval císař se svým vojskem opět na Srby a dobyl Lipljan, tentokrát se s ním Vukan setkal ve stanu a ponechal mu dvacet rukojmích, včetně Uroše I. a Štěpána Vukana, na potvrzení mírové přísahy. Uroš byl poprvé zmíněn v soudobé Alexiádě Anny Komnénovny, spisu o vládě jejího otce, byzantského císaře Alexia I. Komnéna.
Po smrti Vukana roku 1112 usedl Uroš na velkoknížecí stolec.

## Potomci
- Uroš II., srbský župan
- Helena, manželka uherského krále Bély II.
- Marie, manželka znojemského knížete Konráda II., matka Konráda II. Oty – českého knížete a Heleny Znojemské – polské kněžny

pravděpodobně také syn Uroše:
- Zavida, zahumlejský župan, otec Štěpána Nemanji